# Aziz Sedki
Aziz Sedki (né le 1er juillet 1920 au Caire et mort le 25 janvier 2008 à Paris 15e) est un homme d'État égyptien. Il est Premier ministre d'Égypte de janvier 1972 à mars 1973.

## Biographie
Il obtient un diplôme d'ingénieur à l'université du Caire puis part aux États-Unis finir ses études à l'université de l'Oregon et l'université Harvard. il revient en Égypte en 1951 pour enseigner à l'université d'Alexandrie. Il est nommé en 1956 ministre de l'Industrie dans le cabinet de Nasser puis en 1957 ministre des affaires présidentielles. Il est de nouveau ministre de l'industrie de 1958 à 1964 et également vice-Premier ministre. Il démissionne en 1965 en raison de désaccords avec le premier ministre Ali Sabri. En 1967 il a de nouveau la charge du ministère de l'industrie. En 1971, il est nommé secrétaire de l'Union socialiste arabe. Il est nommé par Anouar el-Sadate premier ministre le 17 janvier 1972. Pour relancer l'économie il adopte une politique d'austérité  budgétaire. Il démissionne de son poste le 27 mars 1973. Il devient conseiller personnel de Sadate jusqu'en 1975 et quitte le gouvernement.

## Source
- Harris Lentz, Heads of governments and states since 1945 p. 251, éd. Routledge, 1994  (ISBN 1-884964-44-3).